# 개념론
개념론(槪念論)은 보편은 마음이 낳은 개념이며 보편자, 예컨대 신은 개념의 내용이라고 한다. 개념에 관한 논리학적이고 인식론적 이론으로서, 스콜라 철학에서의 실념론과 유명론의 중간에 서는 입장이다.

## 같이 보기
- 개념 미술